# Ángel Parra en el Auditorio Nacional de México
Ángel Parra en el Auditorio Nacional de México es el primer álbum en directo oficial del cantautor chileno Ángel Parra como solista, grabado en un concierto en el Auditorio Nacional de Ciudad de México y lanzado en México en 1975, país donde vivió un tiempo durante su exilio debido a la dictadura militar de Chile.
El disco está conformado por canciones de su completa autoría, salvo la primera que fue compuesta por su madre, la reconocida cantautora Violeta Parra. Varias de estas canciones serían incluidas el mismo año en su disco Tierra prometida. En el concierto es acompañado por la agrupación La Napolera.

## Lista de canciones
Toda la música compuesta por Ángel Parra, salvo que se indique lo contrario. 
| Lado A |                             |               |          |  |
| N.º    | Título                      | Música        | Duración |  |
| 1.     | «Me gustan los estudiantes» | Violeta Parra |          |  |
| 2.     | «La guitarrita»             |               |          |  |
| 3.     | «La suerte de mi compadre»  |               |          |  |
| 4.     | «Cuando amanece el día»     |               |          |  |
| 5.     | «Recuerdas»                 |               |          |  |
| 6.     | «El ferroviario»            |               |          |  |
| 7.     | «El noticiero»              |               |          |  |
| 8.     | «Qué ha pasado con mi vida» |               |          |  |
| 9.     | «Quién me puede decir»      |               |          |  |
| 10.    | «Tierra prometida»          |               |          |  |
| 11.    | «El poeta frente al mar»    |               |          |  |